# Tobias albovittatus
Tobias albovittatus är en spindelart som beskrevs av Lodovico di Caporiacco 1954. Tobias albovittatus ingår i släktet Tobias och familjen krabbspindlar.
Artens utbredningsområde är Franska Guyana. Inga underarter finns listade i Catalogue of Life.